# مرکز ژیمناستیک کازان
مرکز ژیمناستیک کازان (روسی: центр гимнастики Казань)، یک سالن ورزشی سرپوشیده در کازان، روسیه است. این مکان برای مسابقات یونیورسیاد تابستانی ۲۰۱۳ ساخته‌شده و در ۱۴ نوامبر ۲۰۱۲ افتتاح شد. در حال حاضر از آن برای آموزش ورزشکاران دانشکده‌های ورزشی جوانان کازان و آکادمی فرهنگ فیزیکی، ورزشی و گردشگری ایالت ولگا استفاده می‌شود. کلاس‌های روزانه نیز توسط قهرمان المپیک، یولیا باروسوکوا برگزار می‌شود.

## مسابقات میزبانی‌شده
- یونیورسیاد تابستانی ۲۰۱۳ رقابت‌های ژیمناستیک
- مسابقات بدمینتون قهرمانی اروپا ۲۰۱۴
- ۲۰۱۶ و ۲۰۱۸ مسابقات تیمی بدمینتون قهرمانی مردان و زنان اروپا
- مسابقات ووشو قهرمانی جهان ۲۰۱۷
- جام جهانی ژیمناستیک ریتمیک
- مسابقات بدمینتون قهرمانی جوانان جهان